# Denver Mukamba
Denver Nigel Mukamba (ur. 21 grudnia 1992 w Harare) – zimbabwejski piłkarz grający na pozycji środkowego pomocnika. Od 2020 jest zawodnikiem klubu Ngezi Platinum FC.

## Kariera klubowa
Swoją karierę piłkarską Mukamba rozpoczął w klubie Kiglon Bird FC. W sezonie 2010 zadebiutował w jego barwach w pierwszej lidze zimbabwejskiej. W latach 2011–2012 grał w Dynamos FC, z którym dwukrotnie w sezonach 2011 i 2012 wywalczył dublet - mistrzostwo i Puchar Zimbabwe. Od 2012 do 2016 grał w Południowej Afryce, w takich klubach jak: Bidvest Wits FC (2012-2014), University of Pretoria FC (2014-2015) i Jomo Cosmos FC (2015-2016). W latach 2016–2017 ponownie był zawodnikiem Dynamos FC, z którym w 2017 został wicemistrzem kraju. W 2018 roku występował w CAPS United, a w 2019 w Chapungu United FC. W 2020 przeszedł do Ngezi Platinum FC.

## Kariera reprezentacyjna
W reprezentacji Zimbabwe Mukamba zadebiutował 26 marca 2011 w przegranym 0:1 meczu kwalifikacji do Pucharu Narodów Afryki 2012 z Mali, rozegranym w Bamako.